# José Luis Arenillas
José Luis Arenillas Oxinaga (Bilbao, Biscaia, 1904 - 18 de desembre de 1937). Va ser un polític basc, militant de l'Esquerra Comunista i del Partit Obrer d'Unificació Marxista.

## Biografia
Metge municipal a una confraria de pescadors. Va ser militant d'Esquerra Comunista (secció espanyola de l'Oposició d'Esquerra Internacional liderada per Lev Trotski) des de 1932. Va destacar com a teòric i col·laborà a l'òrgan de l'Esquerra Comunista "Comunismo". Participà en la fundació del POUM el setembre de 1935, sent elegit membre del Comità Central. Publicà el 1936 un dels primers treballs d'anàlisi marxista de la qüestió nacional basca a "El problema nacional de Euzkadi".
Després del cop d'estat del 18 de juliol i l'inici de la Guerra Civil, es va incorporar com a milicià i va ser enviat al front, participant en la primera columna sortida de Bilbao. Treballà com a metge, fins a l'octubre de 1936, en els hospitals d'Ubide, Urquiola i Ochandiano. En constituir-se el Govern Basc aquest mes, el lehendakari José Antonio Aguirre l'anomenà Inspector General de Sanitat del Eusko Gudarostea (cos d'exèrcit basc), càrrec que ocupà fins al final de la guerra a Euskadi.

Arenillas va romandre a Bilbao fins al 19 de juny, per a partir més tard davant l'ofensiva franquista a Karrantza, Biscaia i finalment a Santander. Després del Pacte de Santoña entre els dirigents del PNB i el comandament del Corpo Truppe Volontarie italià, fou detingut a finals d'agost de 1937, quan tractava de fugir en vaixell. El setembre se celebraren judicis sumaríssims contra els oficials de l'exèrcit basc, sent condemnat a mort i afusellat per les tropes feixistes el 18 de desembre de 1937, a l'edat de 33 anys.

## La posició del POUM sobre la qüestió de les nacionalitats
Segons la tesi del POUM, el proletariat sols podia tenir una actitud front a aquest tema: sostenir de manera activa el dret indiscutible dels pobles a disposar lliurement del seu destí i a constituir-se en estat independent, si aquesta era la seva voluntat. Això no significava que no s'apostà per la unitat dels treballadors de les diferents nacions de l'estat, però consideraven que el reconeixement del dret indiscutible dels pobles a disposar del seu destí, d'un costat, i la lluita comuna dels obrers de totes les nacions de l'estat, de l'altre, constitueixen la premissa indispensable de la futura confederació de pobles lliures.

## Escrits
- “El problema de las nacionalidades en Euzkadi” (Comunismo 38, setembre 1934)
- “La lucha de clases en el movimiento nacionalista vasco” (La Batalla 5, 11 d'octubre de 1935)
- “La liberación nacional de Euzkadi debe ser obra de las masas oprimidas” (La Batalla 14, 13 de desembre de 1936)
- “El problema de las nacionalidades ibéricas” (La Batalla 258, 3 de juliol de 1936)
- “El problema nacional de Euzkadi” (La Nueva Era 1, gener 1936).
- Carta de José Luis Arenillas a Juan de Ajuriaguerra hores abans de ser afusellat.